# Agapetes subsessilifolia
Agapetes subsessilifolia är en ljungväxtart som beskrevs av S. H. Huang, H. Sun och Z. K. Zhou. Agapetes subsessilifolia ingår i släktet Agapetes och familjen ljungväxter. Inga underarter finns listade i Catalogue of Life.